# NGC 4458
NGC 4458 je eliptična galaktika u zviježđu Djevici. Spada u Markarianov lanac, skupinu od najmanje 7 poredanih galaktika u skupu Djevici.

## Vanjske poveznice
- (engl.) SEDS: NGC 4458
- (engl.) Revidirani Novi opći katalog
- (engl.) Izvangalaktička baza podataka NASA-e i IPAC-a
- (engl.) Astronomska baza podataka SIMBAD
- (engl.) VizieR